# Universitetet i Agder
Universitetet i Agder är ett statligt universitet beläget i Kristiansand, Norge. En filial finns i Grimstad.
På universitetet finns sju fakulteter och institutioner: Fakulteten för hälso- och idrottsvetenskap,
Fakulteten för humaniora och utbildning, Konstnärliga fakulteten, Fakulteten för teknik och naturvetenskap, Samhällsvetenskapliga fakulteten, Handelshögskolan vid UiA samt Institutionen för lärarutbildning.
Universitetet i Agder bildades 1 september 2007 efter att tidigare varit en högskola.